# Pilori de Lisbonne
Le Pelourinho de Lisboa (Pilori de Lisbonne) est un pilori (Rollo jurisdiccional) situé dans le quartier de Santa Maria Maior à Lisbonne. Il se trouve au centre de la Praça do Município.
Il est classé monument national depuis 1910.

## Histoire et description
Le pilori a été construit après le tremblement de terre de 1755, sur un projet d'Eugénio dos Santos e Carvalho, utilisant le fer, le marbre et la pierre comme matériaux de construction. Son architecture est de style revivaliste. Il remplace l'ancien pilori qui avait été endommagé par le séisme.
La plate-forme a une forme octogonale. La colonne est formée de 3 éléments qui forment une spirale. Au sommet de la colonne se trouve une pièce métallique, qui forme une sphère armillaire, de Pêro Pinheiro. La base en granit compte cinq marches.
Il mesure environ 10 mètres de haut.